# Czakó Máté
Czakó Máté (Budapest, 1985. május 17. –) magyar színész, rendező, koreográfus, táncos. 

## Életpályája
Az Óbudai Gimnáziumban érettségizett. 2009-ben diplomázott a Kaposvári Egyetem színművész szakán, Mohácsi János osztályában. 2009–2014 között a Színház- és Filmművészeti Egyetem színházrendező szakán tanult. A Tinda Pundi Cultural Company és a Symptoms_LAB társalapítója. Művészként és alkotóként rendszeresen dolgozik a Tünet Együttessel és a Ziggurat Projecttel.

## Filmes és televíziós szerepei
- Társas játék (2013) – Asszisztens
- Jófiúk (2019)
- Drága örökösök (2019) – Dusan
- Apatigris (2020) – Pultos
- Keresztanyu (2021) – Riporter
- Hotel Margaret (2022) – Díler
- Hunyadi (2025) – rongyos keresztes